# 普卡普卡
普卡普卡（Pukapuka）是法国海外集体法屬玻里尼西亞土阿莫土-甘比尔群岛行政区的一个市镇，领土涵盖同名环礁。

## 地理
普卡普卡（14°49'6"S, 138°49'11"W）面积5 平方千米，位于法国海外集体法屬玻里尼西亞土亞莫土群島。
由于普卡普卡领土为海洋中的环礁，故不与任何市镇接壤。

## 行政
普卡普卡的邮政编码为98774，INSEE市镇编码为98737。

## 政治
普卡普卡的现任市长为拉斐尔·维朗（Raphaël Villant）先生，任期为2020-2026年。

## 人口
普卡普卡于2022年时的人口数量为137人。